# Novembre 1921

## Événements
- 4 novembre : le Premier ministre japonais Hara Takashi, accusé par les militaires de défendre plus les intérêts des civils que ceux de l’armée, est assassiné par un étudiant. Il sera suivi d’une longue suite d'assassinats politiques jusqu'en 1940.

- 7 novembre : en France, ouverture du procès de Henri Désiré Landru, tueur en série.

- 12 novembre : début de la conférence de Washington sur le désarmement naval et la défense de l’intégrité de la république de Chine (fin en février 1922). L'empire du Japon doit évacuer le Shandong et ne garder que les droits qui lui sont reconnus, sur le chemin de fer de Jinan.

- 14 novembre : naissance du parti communiste d'Espagne.

- 17 novembre : début de la visite du prince de Galles en Inde britannique.
  - Un vaste mouvement comportant le boycott des produits anglais et la non-coopération est lancé par Gandhi et le Parti du Congrès avec l’appui des musulmans contre le régime colonial et pour le redressement du Califat (1921-1922). Le mouvement culmine en novembre dans un gigantesque hartal (« arrêt de travail ») pour protester contre la visite du prince de Galles[1].

- 21 novembre : 
  - le roi George V proclame les Armoiries du Canada;
  - premier ravitaillement en vol de façon acrobatique en Californie.

- 22 novembre : traité de Kaboul[2]. La Grande-Bretagne reconnait l'indépendance de l’Afghanistan proclamée par le roi Amanullah.

- 29 novembre : le prince impérial du Japon Hirohito devient régent, à la suite de la maladie de son père l'empereur Taishō.

## Naissances
- 3 novembre :
  - Charles Bronson, acteur américain († 30 août 2003).
  - Oreste Carpi, peintre, dessinateur, graveur et céramiste italien († 11 mars 2008).
  - André Joriot, officier et résistant français du réseau Alliance pendant la Seconde Guerre mondiale († 30 novembre 1944).
- 5 novembre : 
  - Georges Cziffra, pianiste hongrois naturalisé français († 17 janvier 1994).
  - Margot Friedländer, survivante allemande de l'holocauste († 9 mai 2025).
- 14 novembre : Brian Keith, acteur américain († 24 juin 1997).
- 15 novembre : José Manuel Liaño Flores, homme politique espagnol († 5 mai 2022).
- 17 novembre : Albert Bertelsen peintre danois († 11 décembre 2019).
- 20 novembre : 
  - Jim Garrison, District Attorney de la Nouvelle Orléans († 21 octobre 1992).
  - Frédéric Trescases, international français de rugby († 26 juillet 2014)
- 21 novembre : Billie Mae Richards, actrice († 10 septembre 2010).
- 26 novembre : Alex Close, coureur cycliste belge († 21 octobre 2008).
- 27 novembre : Alexander Dubček, homme politique tchécoslovaque († 7 novembre 1992).

## Décès
- 1er novembre : Zoé Lafontaine, femme de Wilfrid Laurier.
- 19 novembre : Adrien Dollfus, zoologiste français (° 21 mars 1858).
- 21 novembre : Fernand Khnopff, peintre belge (° 12 septembre 1858).
- 27 novembre : Douglas Colin Cameron, lieutenant-gouverneur du Manitoba.
- 28 novembre : Joseph Bail, peintre français (° 22 janvier 1862).